# 武汉轨道交通12号线
武汉轨道交通12号线是一条跨越武汉三镇的地铁环线，目前正在建设中。12号线全长60km（全地下线），共设车站37座，可与国铁汉口站和武昌站实现换乘。武昌段预计2026年3月开通，江北段预计2027年3月开通。
列车采用6节编组A型车，GoA4级全自动无人驾驶技术。

## 工程概况
12号线为全地下线路，两过长江、一过汉江，衔接汉口站和武昌站两大火车站和诸多城市功能区，设车站37座，其中换乘站约20座，可实现与13条地铁线路的换乘。其串联效应形成的多线多点换乘优势，将有效提高线网换乘的方便性和灵活性，从而均衡线网客流，使线网组合更加紧凑有序。线路主要经由：常青一路-后湖大道-兴业路-由二七桥北侧盾构过江-园林路-团结大道-沙湖大道-沿东安路进入武昌火车站-平安路-白沙三路-下穿长江-四新南路-芳草路-赫山路-琴台大道-汉西路-常青一路。本线串联了硚口、江汉、江岸、青山、洪山、武昌及汉阳共7个行政区域；可实现与12条地铁线路的换乘；线路连接了汉口火车站、后湖居住组团、二七滨江商务区、青山滨江商务区、华中金融城、武昌火车站、南湖居住组团、青菱片区、四新城市副中心、汉江两岸、武汉中央商务区等客流集散点。轨道交通12号线初、近、远期均采用A型车6辆编组，新建一段两场，分别位于丹水池、复兴村和板桥；利用4号线铁机村、5号线张家湾、6号线杨汊湖、16号线老关村等4座主变电所为其供电，待14号线宝丰主变电所实施后，可利用宝丰主变电所加强本工程的供电能力；本线与14、15、16、17、金口线共同利用新建于国博中心站附近的国博控制中心。线路两次穿湖（墨水湖、沙湖）；三次过江（两次长江+一次汉江）；线路共有十五处下穿既有地铁车站及既有地铁区间隧道；线路共有十六处下穿既有铁路。
12号线建设施工分两期进行，其中武昌段为青菱至钢都花园，2020年3月开工，预计2026年开通；江北段为罗家村-长江隧道-汉阳-汉江隧道-汉口-长江隧道-科普公园，2020年11月开工，预计2027年开通。

## 大事记
- 2017年12月18日，12号线与4号线的换乘站园林路站开工12号线土建预埋工程。[6]
- 2020年3月30日，12号线武昌段开工建设。[7]11月30日，12号线江北段开工建设。至此，12号线全线均已开始施工。[8]
- 2023年8月2日，12号线首个盾构区间贯通。[9]10月1日，12号线首个盾构区间双线贯通。[10]
- 2024年1月25日，12号线园林路站～团结大道站区间双线成功实现“洞通”。[11]
- 2025年6月17日，市民政局联合市交通运输局公布12号线车站的正式站名。[12]
- 2025年7月16日，丹水池站—科普公园站区间盾构实现双线贯通，标志着全线穿越长江最长的两条隧道均已贯通[13]。

## 车站
| 武汉轨道交通12号线车站列表 |          |        |      |               |                                                     |              |          |
| 中文站名                   | 英文站名 | 站间距 | 里程 | 所在地        | 换乘线路                                            | 车站形式     | 启用日期 |
| 汉口站北广场               |          |        |      | 江汉区        | █ 2号线(出站换乘) 汉口站                            | 地下岛式月台 | 建设中   |
| 石桥                       |          |        |      | 江汉区        | █ 6号线                                             | 地下岛式月台 | 建设中   |
| 中一路                     |          |        |      | 江岸区        | █ 8号线 █ 阳逻线                                    | 地下岛式月台 | 建设中   |
| 后湖四路                   |          |        |      | 江岸区        |                                                     | 地下岛式月台 | 建设中   |
| 兴业路                     |          |        |      | 江岸区        | █ 3号线                                             | 地下岛式月台 | 建设中   |
| 百步亭                     |          |        |      | 江岸区        | █ 14号线(规划)                                      | 地下岛式月台 | 建设中   |
| 丹水池                     |          |        |      | 江岸区        | █ 1号线                                             | 地下岛式月台 | 建设中   |
| 科普公园                   |          |        |      | 青山区        | █ 5号线                                             | 地下侧式月台 | 建设中   |
| 钢都花园                   |          |        |      | 青山区        | █ 10号线                                            | 地下岛式月台 | 建设中   |
| 园林路                     |          |        |      | 洪山区        | █ 4号线                                             | 地下岛式月台 | 建设中   |
| 团结大道                   |          |        |      | 洪山区        |                                                     | 地下岛式月台 | 建设中   |
| 汪家墩                     |          |        |      | 洪山区        | █ 8号线                                             | 地下岛式月台 | 建设中   |
| 秦园中路                   |          |        |      | 武昌区        |                                                     | 地下岛式月台 | 建设中   |
| 公正路                     |          |        |      | 武昌区        |                                                     | 地下岛式月台 | 建设中   |
| 何家垅                     |          |        |      | 武昌区        |                                                     | 地下岛式月台 | 建设中   |
| 十五中                     |          |        |      | 武昌区        | █ 13号线(规划)                                      | 地下岛式月台 | 建设中   |
| 武昌站东广场               |          |        |      | 武昌区        | █ 11号线 武昌站 █ 4号线(出站换乘) █ 7号线(出站换乘) | 地下岛式月台 | 建设中   |
| 瑞安街东                   |          |        |      | 武昌区        |                                                     | 地下岛式月台 | 建设中   |
| 富安街                     |          |        |      | 武昌区/洪山区 |                                                     | 地下岛式月台 | 建设中   |
| 楚祥大道                   |          |        |      | 洪山区        |                                                     | 地下岛式月台 | 建设中   |
| 省农科院南                 |          |        |      | 洪山区        |                                                     | 地下岛式月台 | 建设中   |
| 光霞                       |          |        |      | 洪山区        | █ 5号线                                             | 地下岛式月台 | 建设中   |
| 市农科院                   |          |        |      | 洪山区        |                                                     | 地下岛式月台 | 建设中   |
| 夹套河                     |          |        |      | 洪山区        |                                                     | 地下侧式月台 | 建设中   |
| 国博中心南                 |          |        |      | 汉阳区        | █ 6号线 █ 16号线                                    | 地下侧式月台 | 建设中   |
| 国博新城                   |          |        |      | 汉阳区        |                                                     | 地下岛式月台 | 建设中   |
| 四新南路                   |          |        |      | 汉阳区        | █ 10号线(规划)                                      | 地下岛式月台 | 建设中   |
| 四新中路                   |          |        |      | 汉阳区        |                                                     | 地下岛式月台 | 建设中   |
| 芳草路                     |          |        |      | 汉阳区        | █ 11号线                                            | 地下岛式月台 | 建设中   |
| 港口村                     |          |        |      | 汉阳区        |                                                     | 地下岛式月台 | 建设中   |
| 墨水湖公园                 |          |        |      | 汉阳区        |                                                     | 地下岛式月台 | 建设中   |
| 十里铺                     |          |        |      | 汉阳区        | █ 4号线                                             | 地下岛式月台 | 建设中   |
| 汉钢                       |          |        |      | 汉阳区        |                                                     | 地下岛式月台 | 建设中   |
| 汉西路南                   |          |        |      | 硚口区        | █ 1号线(出站换乘)                                   | 地下岛式月台 | 建设中   |
| 双墩                       |          |        |      | 硚口区        | █ 3号线                                             | 地下岛式月台 | 建设中   |
| 汉西路北                   |          |        |      | 硚口区        |                                                     | 地下岛式月台 | 建设中   |
| 华安里                     |          |        |      | 江汉区        |                                                     | 地下岛式月台 | 建设中   |

## 商业模式
武汉轨道交通12号线工程政府和社会资本合作项目（PPP）采用建设-运营-移交运作方式（BOT）实施。即由武汉市人民政府授权项目实施机构，采用公开采购的方式选择社会资本；由政府指定的出资代表与社会资本共同组建项目公司，政府授予项目公司本项目经营权。12号线建设分为A、B两部分，A部分建设内容：即PPP部分建设内容，包括全线站点、区间土建（含 P+R 停车场的安装及设备）和全线轨道（含丹水池车辆段、复兴村停车场和板桥停车场的轨道），总投资约为318亿元，采用PPP模式由项目公司投资建设；B部分建设内容：包括一段两场（含丹水池车辆段、复兴村停车场和板桥停车场土建、出入线及工艺设备）和全线通信、信号、风水电、人防等设备（不含轨道），总投资约为196亿元，由地铁集团组织实施。进入运营期后，B部分资产将租赁给项目公司使用，由项目公司负责12号全线的运营管理、运营维护、更新改造和追加投资、客运业务以及授权范围内的非客运业务经营。项目公司通过客运收入、非客运服务业务收入及根据绩效评价结果获得的可行性缺口补助，收回投资并获得合理的投资回报。项目合作期结束后，项目公司将本项目全部资产及相关权利无偿移交给政府方或其指定机构。
本项目的第一候选社会资本为中国铁建股份有限公司、中国铁建投资集团有限公司、中铁十一局集团有限公司、中铁十二局集团有限公司、中铁十四局集团有限公司、中铁开发投资集团有限公司、中铁惠信股权投资基金管理有限公司、中铁四局集团有限公司、中铁七局集团有限公司、中铁隧道局集团有限公司、平安新型基础设施投资基金（上海）有限公司、南京地铁运营有限责任公司联合体。

## 事件及争议

### 与多条线路相交不换乘
12号线与2号线两次相交，却均无法实现站内换乘。2号线汉口火车站设置在国铁车站的南广场，12号线车站设置在北广场，受既有国铁汉口火车站结构布置条件及地铁车站设站条件限制，两线无法在汉口火车站站实现站内换乘。除此之外，2号线与12号线在洪山体育中心西侧再次相交而不设置换乘，12号线在此设置何家垅站，2号线在12号线何家垅站以西设有小龟山站，以东设有洪山广场站。
12号线和11号线武昌火车站设置于国铁武昌站东广场、且两线可实现站内换乘，既有4号线和7号线武昌火车站设置于国铁武昌站西广场、且两线可实现站内换乘，但受既有国铁武昌火车站结构布置条件及地铁车站设站条件限制，布设于国铁两广场内的轨道交通线路间无法实现站内换乘。
在湖北工业大学东侧和常码头站以北，12号线更是与7号线相交而不设置换乘。另外在1号线太平洋站附近，1号线与12号线亦是相交不换乘。

### 建设事故
2024年8月1日14时30分许，12号线石桥至中一路区间施工时发生涌水涌砂险情，造成文博路与后湖大道交汇口部分路面坍塌，所幸未造成人员伤亡。事发路段紧邻汉十高铁，列车需要限速通过此处，3公里外的汉口火车站列车进出亦受影响。事发后深圳报业集团记者致电现场所属的塔子湖街道办事处采访，遭接线工作人员质疑深圳的媒体“为什么要报道武汉的事情”。